# Wesele Figara (dramat)

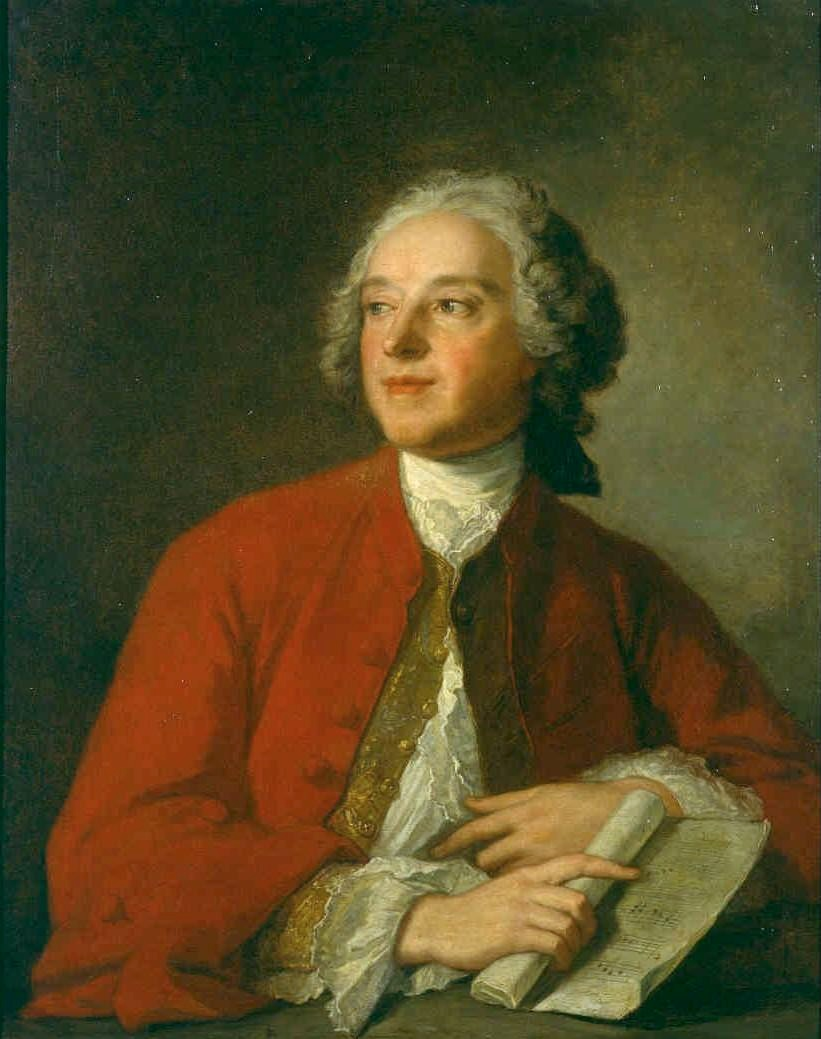
Pierre A.C. de Beaumarchais

Wesele Figara (Szalony dzień czyli wesele Figara, fr. La Folle Journée ou le Mariage de Figaro) – pięcioaktowa sztuka Pierre’a Beaumarchais’go, drugi z kolei, po Cyruliku sewilskim, utwór przedstawiający perypetie hrabiego Almavivy i jego służącego Figara. Sztuka miała premierę w Paryżu 27 kwietnia 1784 (Théâtre de l’Odéon). Na podstawie sztuki librecista Lorenzo Da Ponte i kompozytor Wolfgang Amadeus Mozart stworzyli operę Wesele Figara. Tłumaczenia sztuki na język polski dokonał Tadeusz Boy-Żeleński.

## Osoby

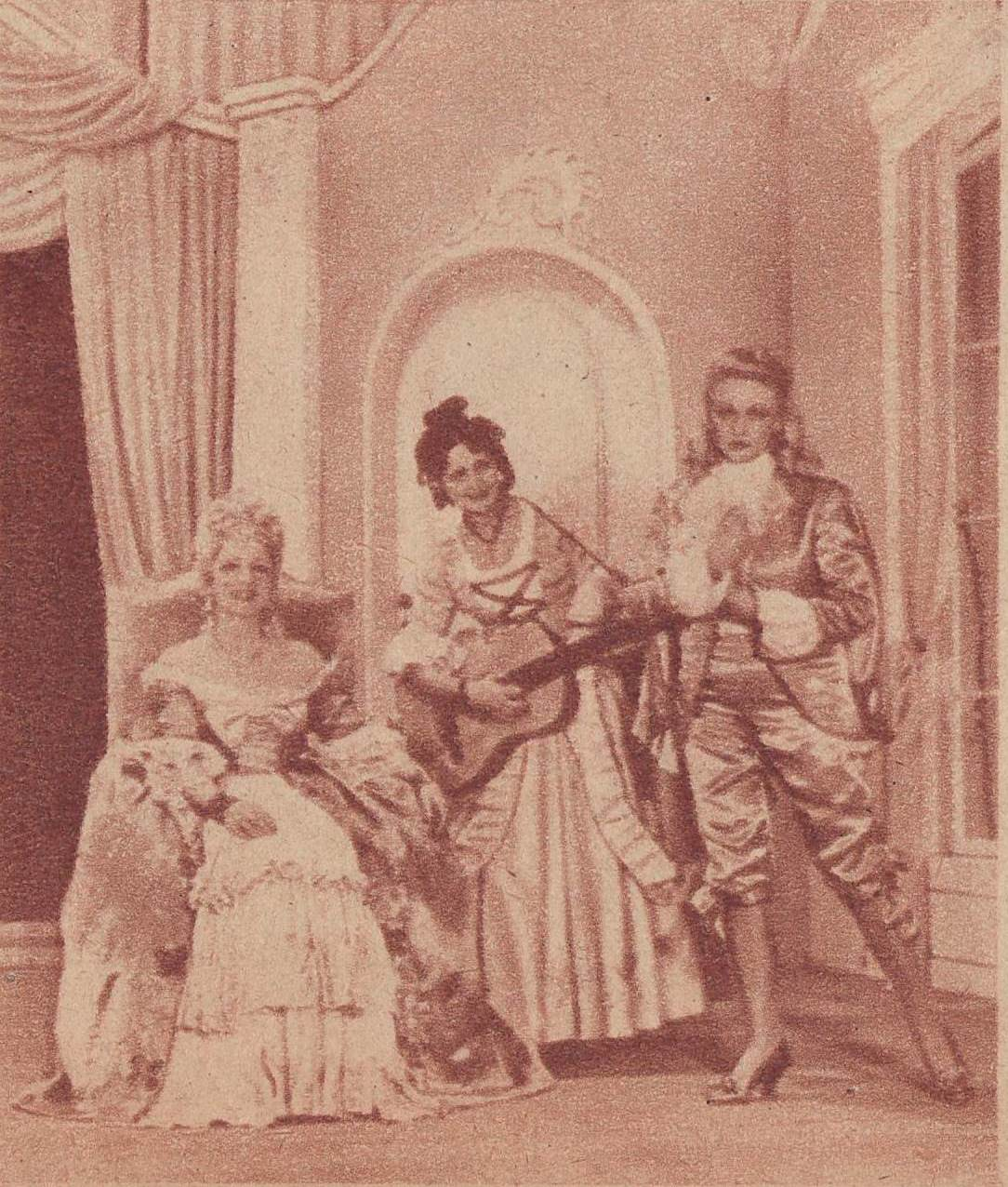
Ada Zasadzianka (Hrabina), Janina Martini (Zuzanna) i Zofia Jamry (Cherubin) w sztuce „Wesele Figara” Beaumarchaisa

- Hrabia Almaviva, wielkorządca Andaluzji
- Hrabina Rozyna, jego żona
- Figaro, służący Hrabiego, burgrabia zamku
- Zuzanna, pierwsza garderobiana Hrabiny, narzeczona Figara
- Marcelina, była guwernantka Hrabiny, (matka Figara)
- Antoni, ogrodnik zamkowy, ojciec Barbariny, wuj Zuzanny
- Barbarina córka Antoniego
- Cherubin, paź, chrześniak Hrabiny
- Bartolo, znany sewilski lekarz, (ojciec Figara)
- Bazilio, muzyk, nauczyciel Zuzanny
- Don Gusman Brid’oison (Don Guzman Gąska), sędzia
- Łapowy, pisarz, sekretarz Don Gusmana
- Słoneczko, młody pasterz
- Pedrillo, kurier Hrabiego
- Młoda pasterka
- Woźny sądowy

Służący, wieśniacy.

## Budowa dzieła
- Akt I – 11 scen
- Akt II – 26 scen
- Akt III – 20 scen
- Akt IV – 16 scen
- Akt V – 19 scen
- Finałowy wodewil

## Streszczenie
Rzecz dzieje się w zamku Aguas–Frescas, o trzy mile od Sewilli.

### Akt I

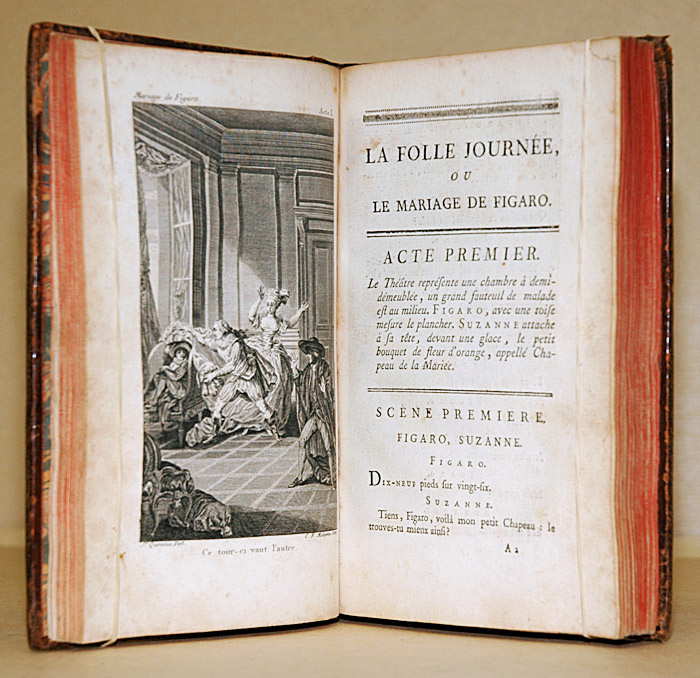
Ilustracja do aktu I z pierwszego wydania sztuki

Trwają przygotowania do ślubu Figara i Zuzanny, z tej okazji otrzymali oni od Almavivy największą izbę w zamku. Jednak zamiary Hrabiego nie są czyste, za wszelką cenę pragnie on przywrócić czy nawet odkupić od Zuzanny prawo pierwszej nocy, które zniósł żeniąc się z Rozyną, wychowanicą doktora Bartolo. Zuzanna uświadamia jednak Figara, iż dar jego pana nie jest bezinteresowny. Uzasadnienie dziewczyny jest nad wyraz logiczne, toteż przyszły małżonek próbuje znaleźć jakieś rozwiązanie, które choćby uniemożliwi zamiary niecnego uwodziciela. Wszystko jednak się komplikuje. Z Sewilli przybywa Bartolo, aby wspomóc Marcelinę w jej sprawach. Okazuje się, że został wezwany by pomóc w odzyskaniu starego długu, a raczej w egzekucji zobowiązania. Marcelina chce wyjść za Figara, ma bowiem pewność, że ten nie jest w stanie jej spłacić. Końcówkę rozmowy Marceliny i doktora słyszy Zuzanna. Obie panie wymieniają złośliwości, po czym Bartolo i Marcelina wychodzą, a do Zuzanny przybywa młody paź. Prosi ją o wstawiennictwo u Hrabiny, bowiem Hrabia, mając już dość jego miłostek, chce go odesłać do rodziców. Cherubin zwierza się Zuzannie z tego, że jest zakochany we wszystkich kobietach mieszkających w zamku, wyrywa też z jej rąk wstążkę należącą do Hrabiny.
Tymczasem Hrabia próbuje wykorzystać ostatnią okazję i osobiście chce rozmawiać z Zuzanną w dniu jej ślubu. Chłopiec musi się ukryć przed gniewnym Almavivą za fotelem. Zuzanna konsekwentnie odmawia Hrabiemu, ale gdy słyszą zbliżającego się Bazilia, Almaviva wymusza na niej, aby spróbowała odprawić natręta, sam zaś również próbuje ukryć się za fotelem, chce bowiem podsłuchać jak Bazilio dba o jego "interesy". Cherubin odgadując zamiary Hrabiego, zmienia kryjówkę sam siadając na fotelu. Zuzanna przykrywa go suknią Hrabiny. Bazilio próbuje w imieniu Almavivy nagabywać Zuzannę, powtarza też krążące na temat Cherubina plotki, co na tyle złości Hrabiego, że ujawnia on swoją obecność. Opowiadając o tym jak on sam zastał pazia poprzedniego dnia u Barbariny, podnosi leżącą na fotelu suknię i tym razem odkrywając obecność chłopca. Cherubin nieporadnie stara się wszystko wytłumaczyć, z opresji wybawia go jednak przybycie głośnego orszaku. To Figaro, Hrabina i wieśniacy. Przyszły pan młody chce podziękować Hrabiemu za zniesienie krzywdzącego prawa, a w rzeczywistości publicznie przypomnieć mu o przyrzeczeniu złożonym Rozynie. Hrabia godzi się nie tylko na to. Staje się łagodniejszy nawet wobec pazia. Cherubin ma jednak zostać oficerem i mimo wszystko niezwłocznie wyjechać z zamku. Almaviva liczy jednak nadal na pretensje Marceliny, zaś Figaro chcąc pokrzyżować szyki swego pana, chce również pomóc Cherubinowi a po wszystkim udobruchać Almavivę. W swój plan wtajemnicza także przekupnego Bazilia.

### Akt II
Zuzanna relacjonuje Hrabinie przebieg spotkania z Hrabią, mówi wprost, że chciał on ją kupić. Obie współczują też Cherubinowi, młoda garderobiana spoglądając przez okno widzi, że Hrabia udaje się na polowanie. Nadchodzi Figaro i przedstawia im swój śmiały plan – Zuzanna ma pozornie ulec namowom Hrabiego, jednak na schadzkę ma się udać przebrany za nią Cherubin, który postąpił tak, jak ustalili wspólnie z Baziliem. Figaro idzie po pazia, a panie mają jedynie krótką chwilę na przygotowanie, zaraz bowiem pojawia się Cherubinek. Panie od razu namawiają go, by zaśpiewał piosenkę, której tekst wcześniej podarował Zuzannie, a potem od razu wcielają w życie śmiały plan Figara i przebierają Cherubina. Zuzanna wychodzi na chwilę, a Hrabina obawiając się aby nikt w tym czasie nie wszedł, zamyka drzwi na klucz.
Z polowania wraca jednak przedwcześnie Hrabia. Dziwi się, że żona zamknęła pokój, Cherubin ukrywa się w alkierzu, ale gdy Hrabina otwiera drzwi i Almaviva wchodzi do jej komnat, nie jest ona w stanie ukryć zmieszania, w dodatku Cherubin przewraca krzesełko robiąc sporo hałasu, toteż Hrabia żąda od żony otwarcia i tamtych drzwi. Hrabina opiera się, tłumaczy, że Zuzanna mierzy tam właśnie suknie jakie od niej dostała. Oczekując od męża poszanowania, zakazuje też [ukrytemu Cherubinowi] odezwania się słowem. Scenę tę widzi wracająca właśnie Zuzanna. Niezauważona przez hrabiowską parę, chowa się i ona. Hrabia chce wezwać służbę, w końcu jednak zabiera z sobą żonę i idzie po narzędzia potrzebne do otwarcia drzwi. Wychodzą znów zamykając komnatę Hrabiny na klucz. Zuzanna wychodzi z ukrycia i szybko zajmuje miejsce Cherubina w alkierzu, ten zaś salwuje się ucieczką przez okno, niszcząc przy tym kwiaty.
Wraca małżeństwo Almaviva. Rozyna przyznaje się mężowi do tego, że za drzwiami jest częściowo rozebrany paź, co potęguje wściekłość Hrabiego. Oboje są naprawdę zaskoczeni, gdy z alkierza wychodzi Zuzanna. Hrabina jednak dość szybko odzyskuje pewność siebie, razem z Zuzanną tłumaczą Hrabiemu, że był to niewinny żart, którego pomysł pochodził od Figara. Hrabia, choć z pewnym trudem, to uzyskuje jednak przebaczenie żony. Pod pretekstem rzekomego zasłabnięcia Hrabiny znów zjawia się Figaro, nie wie jednak, że kobiety zdradziły jego plan i gubi się trochę w wyjaśnieniach, na dodatek z pretensjami przychodzi ogrodnik Antonio. Figaro wspierany przez Zuzannę i Hrabinę szkody wyrządzone podczas ucieczki przez Cherubina, bierze na siebie. Nawet to, że paź zgubił swój oficerski patent nie zbija ani Figara, ani tym bardziej kobiet z pantałyku. Dokumentowi bowiem brakuje pieczęci. Hrabia liczy jeszcze na zemstę i Marcelinę, która pojawia się według niego w samą porę. Almaviva zleca od razu przygotowania do rozprawy.
Hrabina, mimo iż sama wyjawiła mężowi część planu Figara, chce nadal konsekwentnie go realizować. Różnica ma polegać jednak na tym, że Zuzanny nie zastąpi Cherubin, ale ona sama.

### Akt III

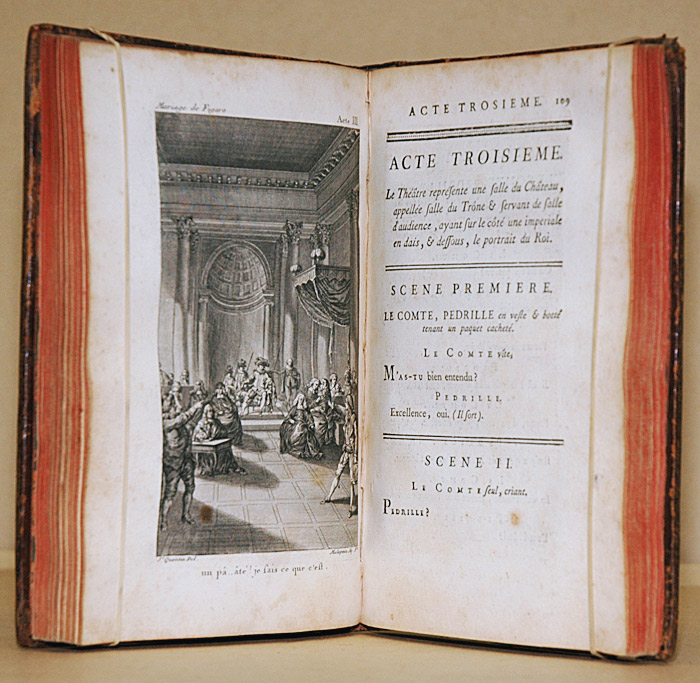
Ilustracja do aktu III z pierwszego wydania sztuki

Hrabia wysyła Perdilla do Sewilli, aby ten sprawdził czy Cherubin rzeczywiście przybył do miasta, ma on też oddać paziowi oficerski patent. Almavivą targają wątpliwości, gubi się w zamkowych intrygach. W rozmowie z Figarem próbuje on też się dowiedzieć czy Zuzanna zwierzyła się swojemu przyszłemu mężowi. Figaro zręcznie prowadzi rozmowę i hrabiowskie niepokoje wzrastają. Jeden ze służących oznajmia przybycie Don Gusmana. Również Zuzanna biorąc aktywny udział w intrydze, rozmawia z panem pod rzekomym pozorem omdlenia Hrabiny. Argumenty jakich używa w rozmowie, tłumacząc swój wcześniejszy chłód, wywierają pożądane wrażenie. Hrabia obiecuje obdarować ją posagiem, co rozwiąże również sprawę długu Figara wobec Marceliny. Słowa w tej chwili wygrałeś sprawę, jakie Zuzanna przelotnie rzuca Figarowi idąc zdać sprawę pani, podsłuchuje Hrabia, który tym samym zadba o to, by wyrok był niekorzystny dla Figara. Liczy on też ponadto na niechęć ogrodnika Antonia, wuja Zuzanny, jaką ten żywi do burgrabiego.
Dochodzi do serii rozpraw, z których początkowe Hrabia oddala, czekając głównie na pozew Marceliny. Tę ostatnią reprezentuje Bartolo. Zarówno on jak i Figaro broniąc swoich racji, próbują po swojemu interpretować nie tylko każde słowo, ale i przecinki. Kres wszystkiemu, jakby mogło się zdawać, daje Hrabia, uznając w dużej mierze pretensje Marceliny. Figaro musi w ciągu doby zwrócić dług, albo poślubić podstarzałą guwernantkę. Stara się on jednak jak może, by odwlec tę chwilę. Twierdzi, że jego szlachetni rodzice nigdy by się nie zgodzili na taki mezalians. Dowodem szlachectwa Figara ma być znak, jaki zapobiegliwi rodzice odcisnęli mu na ramieniu oraz to, że ludzie, którzy go porwali okazali mu też znalezione koronkowe hafty i kosztowności. Marcelina rozpoznaje w nim swojego porwanego dawno synka – Emanuela. Jej zapędy matrymonialne kierują się teraz w stronę Bartola – rodzonego ojca Figara. Również on broni się jak może przed tym małżeństwem. W chwili gdy Figaro ściska się z Marceliną, wchodzi Zuzanna, która otrzymany od pani posag chce przeznaczyć na spłatę długu swojego ukochanego. To co widzi wyprowadza ją jednak zupełnie z równowagi, policzkuje nawet Figara, który nie gniewając się za to, wyjaśnia wraz z odnalezioną matką zaistniałą sytuację. Marcelina od tej pory stoi po stronie ich obojga. Atmosferę ogólnych czułości i tkliwości burzy jednak nadal niechętny Figarowi Antonio. Według niego, jeśli rodzice Figara nie są małżeństwem, to sam Figaro jest po prostu niczyj. Mądrą odpowiedź daje tutaj nawet Don Gusman, mówiąc: zawsze się jest czyimś dzieckiem. Sam Bartolo też daje się wreszcie przekonać Figarowi, Zuzannie i Marcelinie i zgadza się na ślub z matką Figara.

### Akt IV

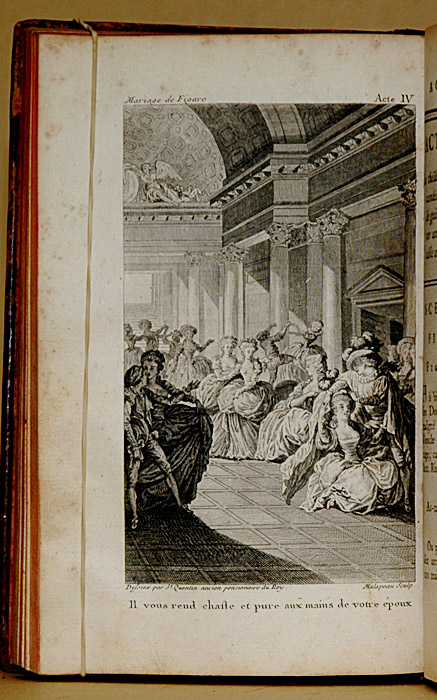
Ilustracja do aktu IV z pierwszego wydania sztuki

Figaro i Zuzanna cieszą się z pomyślnego obrotu spraw, mają też chwilę dla siebie. Hrabina przypomina jednak Figarowi, że wszyscy już czekają, jednak na chwilę zatrzymuje Zuzannę. Obie planują nadal dać Hrabiemu nauczkę za podejrzliwość i niewierność. Zuzanna pisze do Hrabiego miłosny liścik i umawia się z nim wieczorem w ogrodzie. Pomysłodawczynią listu jest sama Hrabina. Za pieczęć bilecika służy szpilka. Tymczasem do swojej pani z kwiatami przychodzą wiejskie dziewczęta, wśród których jest przebrany Cherubin i to od niego Hrabina odbiera bukiet całując go w czoło. Wszystko jednak psuje Antoni, który donosi Hrabiemu, że przebrany Cherubin jest nadal na zamku. Hrabia jednak tym razem sugeruje jedynie zdemaskowanemu Cherubinowi, aby przez cały wieczór nie wchodził mu w drogę.
Rozpoczynają się uroczystości weselne dwóch par. Wieśniaczki pieśnią wychwalają dobroć pana, który zniósł niesprawiedliwe prawo, Zuzanna wręcza Hrabiemu ukradkiem bilecik, a Figaro zauważa jedynie, że Hrabia dostał coś od którejś z dziewczyn, gdyż Almaviva ukłuł się szpilką. Atmosfery wesela nie jest w stanie zakłócić nawet ponowne pojawienie się wysłanego uprzednio do wsi Bazilia. Brakuje już tylko podpisu Hrabiego na małżeńskich kontraktach, toteż daje on stosowne dyspozycje do ich przygotowania i gdy dowiaduje się o fajerwerkach wydaje też kategoryczny zakaz zorganizowania pokazu w miejscu, wyznaczonym w bileciku na wieczorną schadzkę, tłumacząc to tym, że przebywająca w pokoju żona by nie mogła pokazu zobaczyć. Dziwi się temu Figaro w rozmowie z Marceliną. Szczęśliwa matka odwołuje swoje kłamstewka na temat Zuzanny, a Figaro twierdzi, że nawet gdyby żona próbowała go zdradzić – on jej z góry przebacza. Spotykają oboje już po chwili Barbarinę, której Hrabia przekazał szpilkę, by oddała Zuzannie. Figaro łączy fakty, jest podejrzliwy i zazdrosny. Marcelina staje w obronie synowej, a widząc, że nie jest w stanie uspokoić Figara, o wszystkim idzie poinformować Zuzannę. Wierzy zresztą w jej niewinność.

### Akt V

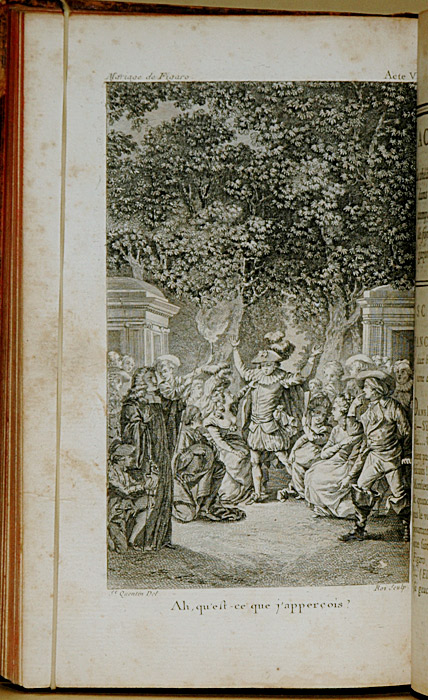
Ilustracja do aktu V z pierwszego wydania sztuki

Panie zachowując najwyższą ostrożność, nie chcą wtajemniczać nikogo, a gdy pojawiają się każda przebrana za drugą, wierzą im wszyscy. Zarówno Cherubin, jak i Hrabia czy Figaro biorą Hrabinę za Zuzannę. Hrabia flirtuje z przebraną żoną, a widząc zbliżającego się Figara, oboje chowają się – Hrabina w altanie, Hrabia – w głębi parku. Beaumarchais rysuje tu bardzo wyraźnie zazdrość Figara, który w odwecie flirtuje z rzekomą "Hrabiną". Rozpoznaje jednak Zuzannę po głosie i postanawia tym bardziej zabawić się jej kosztem, jednak widząc powracającego Almavivę oboje nadal grają swoje nowe role, ale już w porozumieniu z sobą. Hrabia, który przed chwilą sam zdradzał (bo przecież był przekonany, że romansuje z Zuzanną, nie zaś z Hrabiną), teraz sam jest "zdradzany". Wzywa wszystkich bohaterów spektaklu, aby zobaczyli jak zachowuje się jego żona. Winowajcy proszą o łaskę i wyrozumiałość, ale hrabiowska duma, każe mu mówić zdecydowane "Nie!". Złamać jej nie mogą nawet prośby pozostałych bohaterów i wreszcie z ukrycia wychodzi prawdziwa Hrabina. Almaviva widzi, że to on poniósł prawdziwą porażkę, żona jednak łaskawie mu wybacza. Nic już nie stoi na przeszkodzie małżeńskiego szczęścia Zuzanny i Figara.

## Charakterystyka ważniejszych postaci
- Hrabia Almaviva – postać pojawia się już we wcześniejszej sztuce Beaumarchais'go – Cyrulik sewilski, o ile tam jest romantycznym młodzieńcem zdobywającym serce ukochanej, to w Weselu Figara staje się znudzonym małżeństwem cynicznym uwodzicielem. Niemal otwarcie próbuje on romansować z garderobianą swojej żony – Zuzanną. Według autora "winien być grany bardzo szlachetnie, ale z wdziękiem i swobodą". Postać Almavivy stała się podstawą do cenzurowania sztuki, jest on bowiem jej negatywnym bohaterem, ale równocześnie i arystokratą.
- Hrabina Rozyna – wychowanica doktora Bartolo. Rezolutna małżonka, która zdaje sobie sprawę z miłostek Almavivy. Wespół z Zuzanną główna autorka intrygi w sztuce. W początkowych aktach ubrana w szlafroczek, w ostatnim – ucharakteryzowana na Zuzannę.
- Figaro – służący Almavivy, wszechstronnie uzdolniony. Tytułowy cyrulik sewilski z wcześniejszej sztuki Beaumarchais'go. To on wyswatał hrabiowską parę. Zakochany w Zuzannie jej przyszły mąż. W wyniku wypadków opisanych w sztuce okazuje się, że jest również zaginionym dzieckiem doktora Bartolo i Marceliny – Emanuelem.
- Zuzanna – młoda garderobiana, mieszkająca wraz z wujem i kuzynką w zamku Aguas–Frescas. W odróżnieniu od innych głównych bohaterów, pierwszą sztuką, w której się pojawia, jest właśnie Wesele Figara. Będąc uczciwą wobec swojej pani i narzeczonego odrzuca awanse Almavivy i aktywnie uczestniczy w skierowanej przeciw niemu intrydze. Ubrana w biały staniczek z bufami, wykwintną spódniczkę oraz toczek.
- Cherubin – rola przeznaczona dla młodej dziewczyny i to zarówno w teatrze, jak też i później w operze, której autorzy poszli niemal tym samym tropem co Beaumarchais. Młody nastoletni trzpiot, który targany burzą sprzecznych uczuć, pcha się w coraz to inne kłopoty. W dwóch pierwszych aktach Beaumarchais każe mu nosić tradycyjny strój hiszpańskiego pazia, w czwartym akcie ma być przebrany za wieśniaczkę, a w ostatnim ubrany w strój oficerski z kokardą i szpadą. Ta postać również nie pojawia się w Cyruliku sewilskim.
- Doktor Bartolo – lekarz z Sewilli, biegły w również w prawie, były opiekun Rozyny. Hrabia i Figaro okpili go podczas wydarzeń opisanych w Cyruliku sewilskim, toteż próbuje się zemścić na nich obydwu. Towarzyszy Marcelinie i chce ją wspierać w rozprawie sądowej. Okazuje się także ojcem Emanuela-Figara.
- Marcelina – była guwernantka Rozyny, wierzycielka Figara, która żąda zwrotu długu lub wypełnienia przez niego zobowiązań (ślubu z nim), a w końcu okazuje się być jego rodzoną matką.
- Bazilio – nauczyciel muzyki, wcześniej Rozyny, obecnie Zuzanny, a przede wszystkim poczciwy lizus. Jedna z bardziej znanych rossiniowskich arii (Aria o plotce – La calunnia) rozsławiła tę postać. W sztuce wobec Zuzanny jest rzecznikiem hrabiowskich zamiarów.

## Odbiór
Postać cyrulika Figara od początku swego istnienia budziła spore kontrowersje, co podkreślają w przedmowach do Cyrulika sewilskiego i Wesela Figara zarówno Beaumarchais, jak i tłumacz, Tadeusz Boy-Żeleński. Georges Danton wołał, że Figaro zabił szlachtę, zaś Napoleon mówił o Weselu Figara, że to Rewolucja już w czynie. Wesele Figara ze względu na niesione przez siebie treści od początku spotykało się z falą krytyki, zarówno francuskiej, jak i europejskiej w ogóle. Należy podkreślić, że sława (i "niesława") tego dzieła rozprzestrzeniała się w znaczącym tempie, jednak nieśmiertelność zapewnili mu Lorenzo Da Ponte i Wolfgang Amadeus Mozart przerabiając sztukę na operę. Niekwestionowany wkład Mozarta uzupełnia tutaj również determinacja librecisty – da Pontego. Warto zauważyć, że sama sztuka Beaumarchais'go w Wiedniu została zakazana przez cesarza ze względu na zbyt oczywiste ukazanie wad szlachty, Da Ponte musiał więc nieco łagodzić oryginał Beaumarchais'go i osobiście przekonać cesarza Józefa II.